# Cynorhiza
Cynorhiza är ett släkte i familjen flockblommiga växter. Dess tre arter förekommer i Sydafrika.

## Arter
Släktet har tre accepterade arter:
- Cynorhiza bolusii Magee & B.-E.van Wyk
- Cynorhiza meifolia (Eckl. & Zeyh.) Magee
- Cynorhiza typica Eckl. & Zeyh.